# 圣尼克拉斯区
聖尼克拉斯區（荷蘭語：Arrondissement Sint-Niklaas）是比利時弗拉芒大區东佛兰德省的一個区。該區轄有7個市鎮，面積474.60平方公里，2020年1月1日人口為254713人。

## 市鎮
聖尼克拉斯區下轄以下市鎮：
- 贝弗伦（Beveren）
- 克赖贝克（Kruibeke）
- 洛克伦（Lokeren）
- 圣希利斯-瓦斯（Sint-Gillis-Waas）
- 圣尼克拉斯（Sint-Niklaas）
- 斯泰克讷（Stekene）
- 泰姆瑟（Temse）